# Antonio Carattoni
Antonio Carattoni, né en 1945, est un homme politique de Saint-Marin, membre du Parti des socialistes et des démocrates. Il est capitaine-régent de Saint-Marin du 1er octobre 2006 au 1er avril 2007 avec Roberto Giorgetti.